# Мальта в Європейському Союзі
Відносини між Респубікою Мальтою та Європейським Союзом — це вертикальні відносини між наднаціональною організацією та однією з її держав-членів.
Мальта — найпівденніша держава Європейського Союзу, розташована в Середземному морі між Південною Європою та Північною Африкою.

## Історія

### Відносини до вступу
5 грудня 1970 року було підписано угоду про асоціацію між Мальтою та Європейським Співтовариством, вона передбачала створення в два етапи митного союзу.

### Вступ до Європейського Союзу

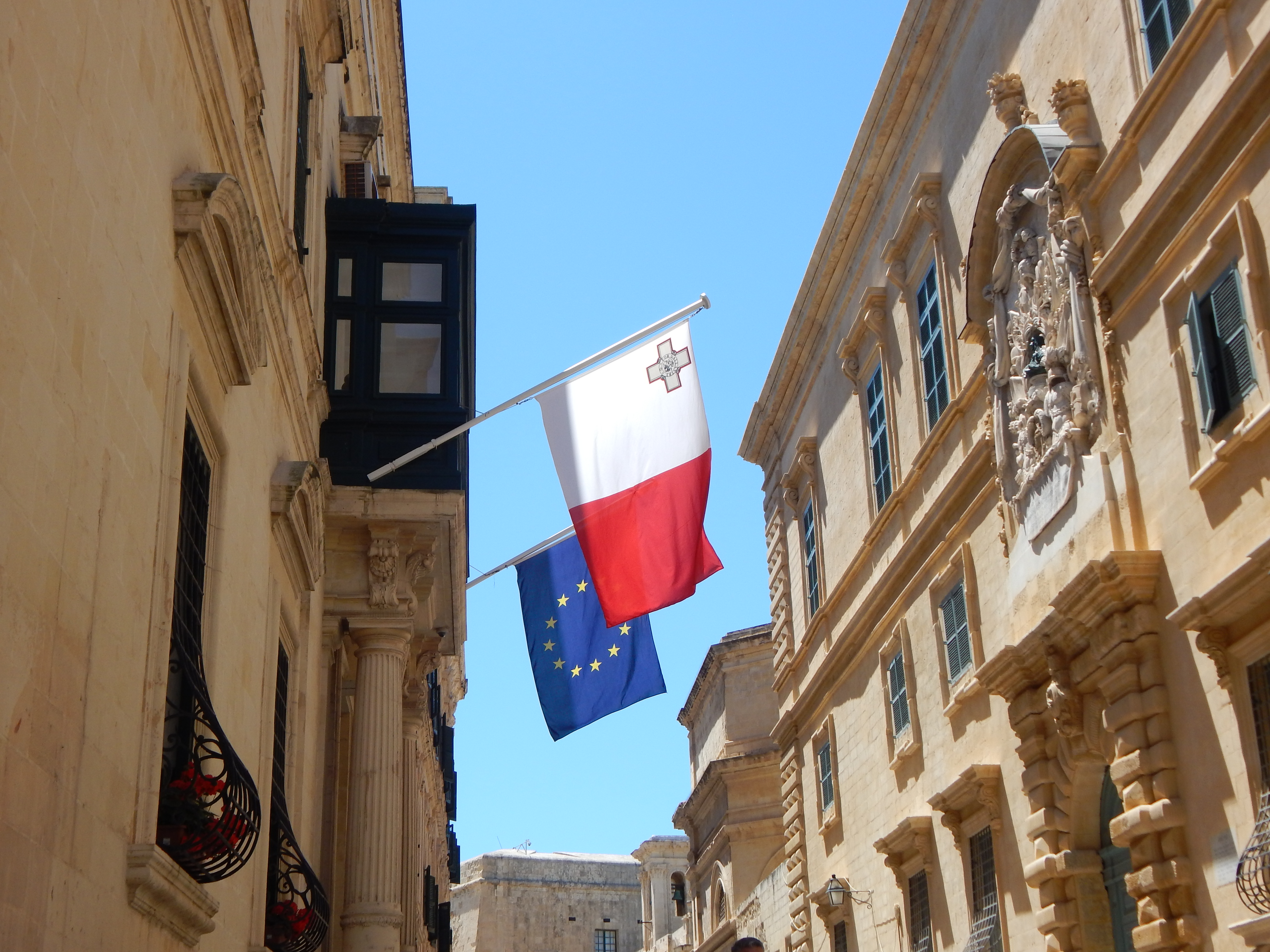
Прапори ЄС і Мальти на одному з фасадів президентського палацу в Валетті.

Перша офіційна заявка на членство Мальти була подана в 1990 році, через внутрішні політичні суперечки її не вдалося виконати і залишалася замороженою до загальних виборів 1998 року та повернення правлячої націоналістичної партії, яка виступає за повне членство в ЄС. Заявка була поновлена в 1999 році і на Копенгагенській раді 2002 року глави держав і урядів схвалили членство в ЄС.
8 березня 2003 року більшість мальтійців (53 %) проголосували на референдумі за членство. Мальта підписала Договір про приєднання 16 квітня 2003 року в Атенах і приєдлася до ЄС 1 травня 2004 року. Згодом Мальта також приєдналася до Шенгенської зони та єврозони.